# Asa S. Bushnell III
Asa Smith Bushnell III (* 2. Februar 1900 in Springfield, Ohio; † 22. März 1975 in Princeton, New Jersey) war ein US-amerikanischer Sportfunktionär und Bankier. Er war als erster Commissioner (Prokurist) der Eastern College Athletic Conference (1938–1970) und Generalsekretär des United States Olympic Committee eine der Persönlichkeiten, die die Einheit von Spitzensport und Universitätsbildung finanzierbar hielten.

## Leben
Nach dem Highschool-Abschluss im heimatlichen Springfield (sein Großvater Asa S. Bushnell war Gouverneur von Ohio, sein Vater Bankier) schrieb er sich an der Princeton University ein, die er 1921 mit einem Bachelor in Betriebswirtschaft verließ. Er stiftete einen Preis für den Ivy-League-American-Football-Spieler des Jahres, der seit 1970 jährlich vergeben wird.
Bushnell war kein Sportler, gab die humoristische Studentenzeitschrift Princeton Tiger Magazine, später auch die Zeitschrift der Alumni (1925–1930), heraus. Nach dem Examen begann er in der elterlichen Bank (First National Bank in Springfield, Ohio) als Schalterbeamter, ehe er bereits 1924 die Leitung der Bank übernahm. 1927 wurde er der ehrenamtliche Manager des Wettkampfsports in Princeton, wo er dafür bekannt wurde, dass er einen dauerhaft schlecht finanzierten Betrieb finanziell sanierte. Als die Eastern College Athletic Conference mit mehr als 200 Universitäten ohne eigene Liga gegründet wurde, wurde er der schlecht bezahlte Kommissar, der die Amateurregeln aufrechterhielt, den Universitäten Möglichkeiten der Aufrechterhaltung der eigenen Identität ermöglichte und 1945 den Football Code so veränderte, dass auch die aus dem Krieg zurückkehrenden Soldaten mitspielen konnten. Mit seiner finanziellen Kreativität baute er Eishockey und Basketball aus, um die Conference zu stärken. Von 1944 bis 1964 war er zudem der Generalsekretär des United States Olympic Committee. Auch hier war seine finanzielle Kreativität gefordert, da der amerikanische olympische Sport keinerlei staatliche Subventionen erhielt und trotzdem international mit den Staatsamateuren des Ostblocks mithalten sollte. Für seine Verdienste wurde er in die United States Olympic Hall of Fame aufgenommen.